# Stanley Nyamfukudza
Stanley Nyamfukudza (Wedza, 1951) escritor de Zimbabue. 
En 1973, fue rechazado en la Salisbury University por participar en revueltas contra el racismo en el campus, y más tarde estudió filología inglesa en la Universidad de Oxford y volvió a Zimbabue en 1980.
El 11 de marzo de 2013 muere en su casa de Zimbabue, a causa de un paro cardiaco. 